# 緑肥

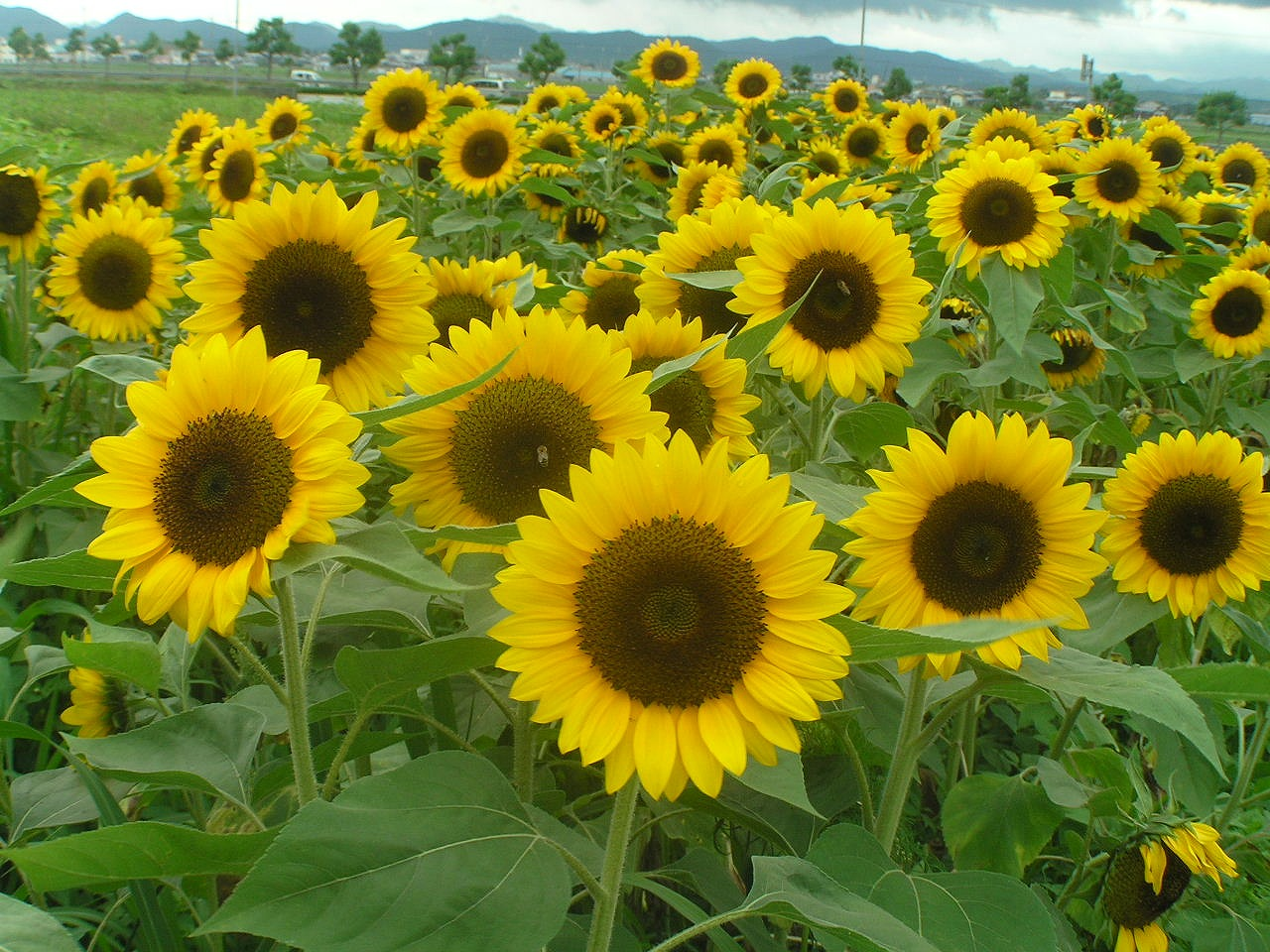
代表的な緑肥植物のヒマワリ（小野市立ひまわりの丘公園）

緑肥（りょくひ）とは、緑色植物をそのまま又は乾燥させて田畑に漉き込む肥料。草刈りで得られた雑草のほか、緑肥とするために栽培される「緑肥作物」を使う。土壌に窒素、カリウムなどの栄養や有機物を供給でき、空隙を増やして透水性を改善するといった土壌改良効果があるほか、緑肥作物の種類によっては線虫などによる病害の抑制につながる。
緑肥としての効果と風雨による表土流出の防止も兼ねて使われる植物を英語ではカバークロップ（Cover crop）と呼ぶ。
植物などを腐熟させてから用いる堆肥とは区別される。

## 背景
第二次世界大戦後、硫安（硫酸アンモニウム）、尿素など、安価な化学肥料が大量生産されるまでは、窒素肥料になる物は貴重品で、人間の糞尿、捕れすぎた魚や、食用にならない海藻（ホンダワラ（Sargassum fulvellum）など）とともに、肥料としてよく利用されていた。
有機農業など、化学肥料や化学農薬などを使わない又は使用量を抑える農法では現代においても重要であり、日本では農業・食品産業技術総合研究機構（農研機構）が2020年に利用マニュアルを公開したほか、農林水産省が2021年に策定した『みどりの食料システム戦略』でも実現手段の一つに挙げている。
自然に生える雑草だけでなく、植える農地の土壌の性質やそこで栽培を予定する農作物の種類、期待する土質の改良効果や防ぎたい病虫害に合わせて緑肥植物を選んで、種子を購入して植えることも多い。
緑肥にはマメ科（Fabaceae）の植物が使われることが多いが、これは以下のようなメリットがあるためである。
- 窒素固定をする
- 耐寒性があるものが多く、秋から育てて春に漉き込める。
- 根が長いものが多く、普通作物が利用できない深さの養分も集められる。
- 漉き込まれてから分解しきるまでが早い。
- マメ科植物の栽培で土地の通気性や排水性が良くなる。

## 効果
- 土の構造がよくなることで、水はけ、保水力などが高まる。
- マメ科の植物は共生する菌による窒素固定が可能なため、後に栽培する作物に施肥する窒素肥料を減らす事ができる。
- 有機物が増加することで、土壌中の微生物の繁殖が促進される。
- 土壌中の微生物間のバランスがよくなり、病害虫の発生を防ぐ。
- 施設野菜土壌の塩類濃度を下げる[5]。
- マリーゴールド（Tagetes）などの植物はセンチュウに対する防御効果があり、栽培しておく事で後に栽培する作物のセンチュウ被害を抑える事ができる。
- 土中で分解される際に有害な有機酸を出す（このため植え付け前に石灰を施肥して中和するか、排水をよくして有機酸の分解を早める必要がある）[2]。

## 緑肥作物
緑肥として栽培される例として、次の植物がある。マメ科（Fabaceae）、イネ科（Poaceae）の植物が多く見受けられるが、雑草を利用することもある。
マメ科
- ウマゴヤシ（Medicago polymorpha）、ムラサキウマゴヤシ（アルファルファ、Medicago sativa）もこの仲間。
- エビスグサ(決明子、ハブ茶の原料)
- クロタラリア（Crotalaria）：ピロリジジンアルカロイドのモノクロタリンによる毒性（肝毒性、発がん性）を有し、山羊、牛、馬、豚及家禽に中毒する[6]。
- クローバー（Trifolium）
- セスバニア（ツノクサネム属）（Sesbania）
- ダイズ[5]（Glycine max）
- ヘアリーベッチ[7][5]（Vicia villosa）
- ベニバナツメクサ[5]（Trifolium incarnatum）
- ムラサキツメクサ（Trifolium pratense）
- ヤハズエンドウ（Vicia sativa subsp. nigra）
- レンゲソウ（Astragalus sinicus）
- ルピナス（Lupinus）

イネ科
- エンバク[5]（Avena sativa）
- トウモロコシ（Zea mays）
- ナギナタガヤ[5]
- ライ麦[5]（Secale cereale）
- ソルゴー[5]

その他
- ヒマワリ[5]（Helianthus annuus）
- マリーゴールド（Tagetes）
- シロカラシ[5]

## ギャラリー

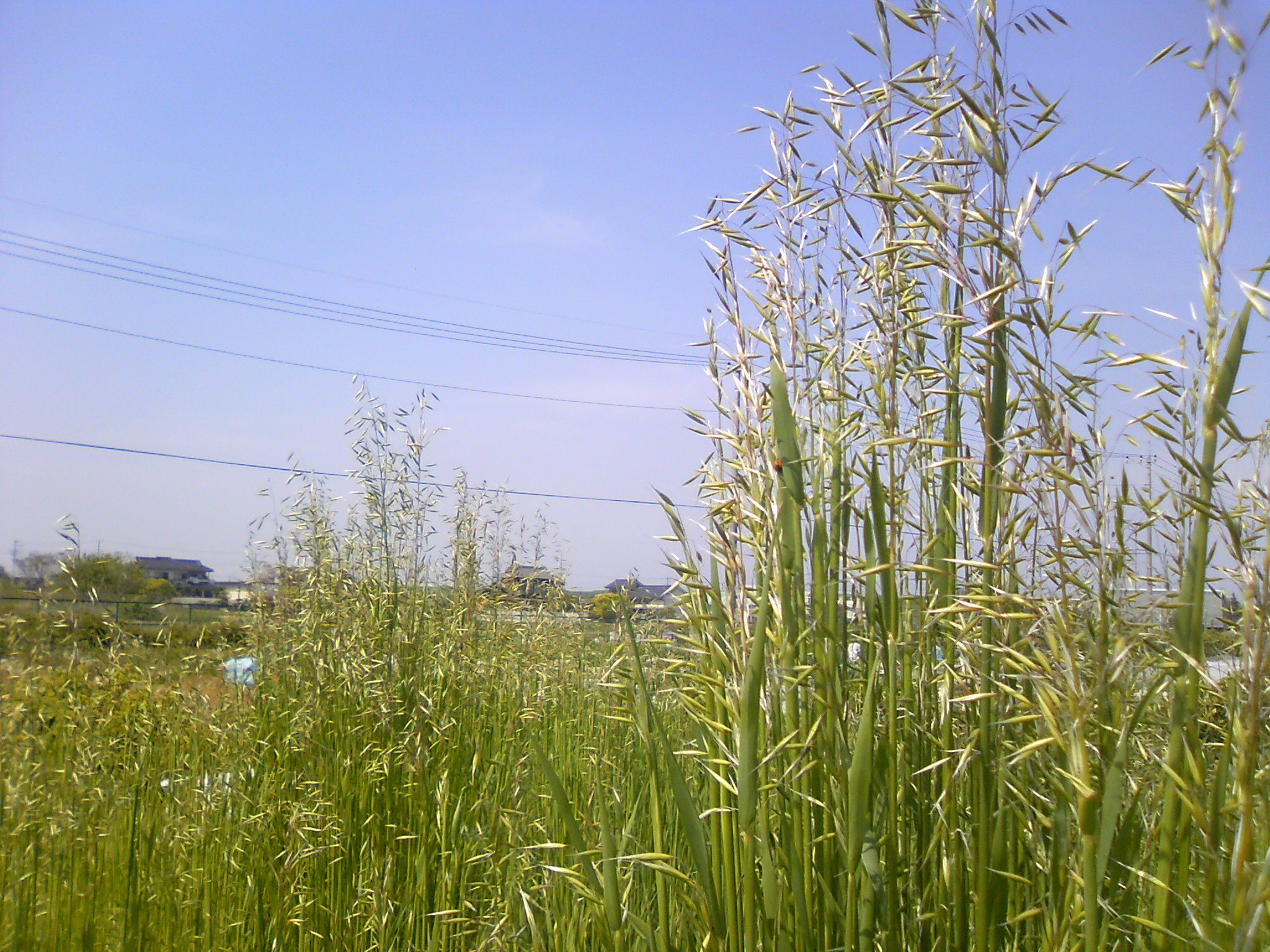
エンバク畑
ライ麦畑
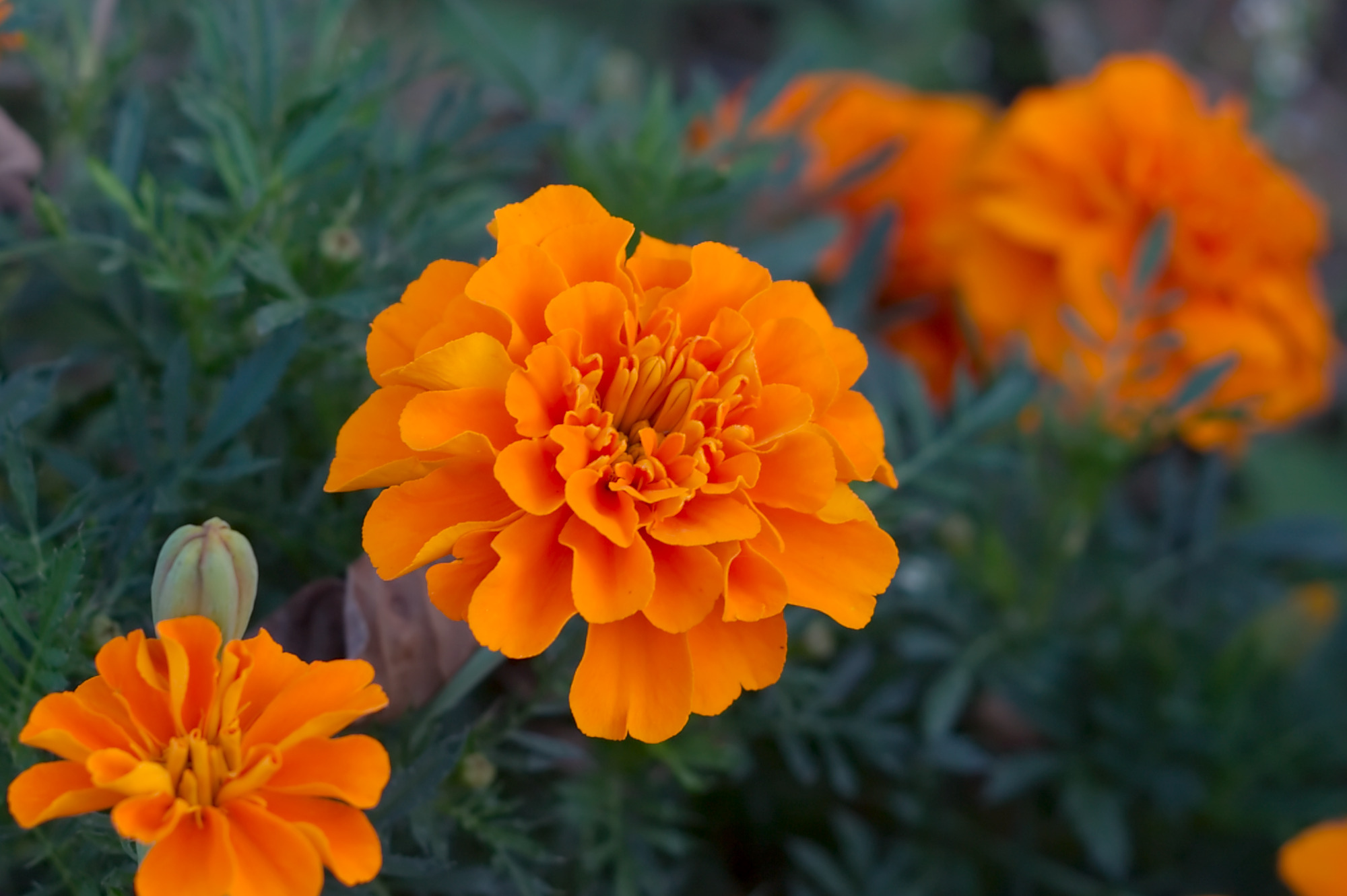
マリーゴールド
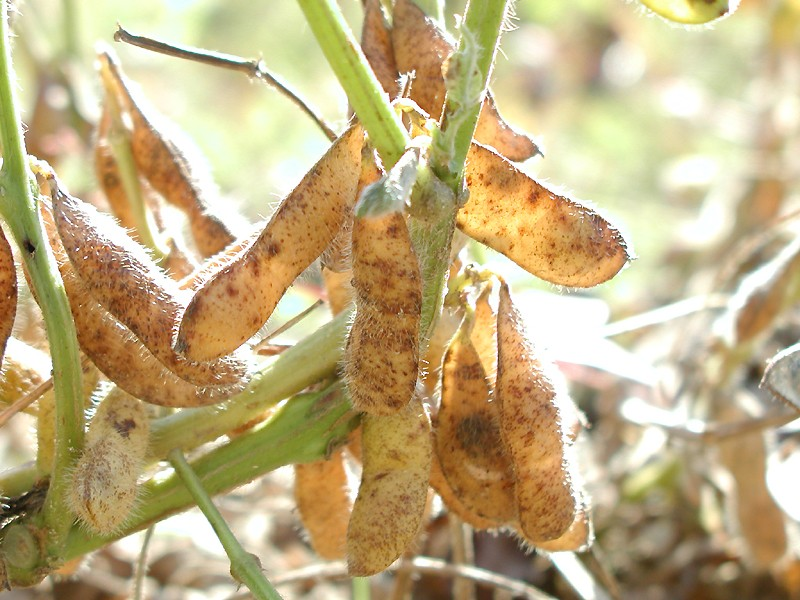
大豆